# Globocephalose
Die Globocephalose ist eine Parasitose der Schweine, die durch Hakenwürmer der Gattung Globocephalus verursacht wird. Von den acht bei Schweinen vorkommenden Arten spielt in Mitteleuropa vor allem Globocephalus urosubulatus eine Rolle. Allerdings sind Infektionen mit diesen Parasiten bei Hausschweinen in Mitteleuropa selten, sie betreffen vor allem Wildschweine, bei denen sie häufig sind.

## Klinisches Bild
Globocephalus-Arten saugen sich mit ihrer Mundhöhle an den Dünndarmzotten fest und schädigen den Wirt durch Schleimhautverletzungen und Blutentzug. Die krankheitsauslösende Wirkung wird als gering eingeschätzt, Ferkel beziehungsweise Frischlinge können jedoch schwere Krankheitserscheinungen entwickeln. Diese bestehen in Anämie und Gewichtsverlust bis hin zur Abmagerung. Zudem kann es zu einer hämorrhagischen Darmentzündung mit Verdauungsproblemen kommen.

## Diagnose und Behandlung
Die Erkrankung wird durch den Nachweis der Eier im Kot mittels Flotationsverfahren gestellt. Die Eier sind mittelgroß, farblos sowie glatt- und dünnwandig. Sie sind 50–60 × 26×35 μm groß und enthalten 4 bis 8 Blastomere. Bei der Sektion gestorbener Tiere können die Würmer selbst im Dünndarm nachgewiesen werden.
Zur Behandlung eignen sich Anthelmintika wie Febantel, Flubendazol, Fenbendazol, Levamisol oder Ivermectin.